# Saint-Genès-la-Tourette
Saint-Genès-la-Tourette är en kommun i departementet Puy-de-Dôme i regionen Auvergne-Rhône-Alpes i centrala Frankrike. Kommunen ligger i kantonen Sauxillanges som tillhör arrondissementet Issoire. År 2022 hade Saint-Genès-la-Tourette 189 invånare.

## Befolkningsutveckling
Antalet invånare i kommunen Saint-Genès-la-Tourette
| Referens: INSEE |